# Сіл Еппс
Сіл Еппс (англ. Syl Apps; 18 січня 1915, Париж, Онтаріо — 24 грудня 1998, Кінгстон) — канадський легкоатлет (стрибки із жердиною) та хокеїст, що грав на позиції центрального нападника. Батько Сіла Еппса (молодшого).
Член Зали слави хокею з 1961 року. Володар Кубка Стенлі.
Помер від серцевого нападу.

## Ігрова кар'єра
Хокейну кар'єру розпочав 1930 року.
Усю професійну клубну ігрову кар'єру, що тривала 13 років, провів, захищаючи кольори команди «Торонто Мейпл-Ліфс».
Загалом провів 490 матчів у НХЛ, включаючи 67 ігор плей-оф Кубка Стенлі.
Входить до Списку 100 найкращих гравців НХЛ за версією журналу The Hockey News під 34 номером.
Як легкоатлет брав участь в Іграх Британської Імперії 1934 року та Літніх Олімпійських іграх 1936 року в Берліні.

## Нагороди та досягнення
- Володар Кубка Стенлі в складі «Торонто Мейпл-Ліфс» — 1943, 1947, 1948.
- Пам'ятний трофей Колдера — 1937.
- Перша команда всіх зірок НХЛ — 1939, 1942.
- Друга команда всіх зірок НХЛ — 1938, 1941, 1943.
- Приз Леді Бінг — 1942.

## Статистика
| Сезон        | Клуб                 | Ліга         | Регулярний сезон | Регулярний сезон | Регулярний сезон | Регулярний сезон | Регулярний сезон | Плей-оф | Плей-оф | Плей-оф | Плей-оф | Плей-оф |
| Сезон        | Клуб                 | Ліга         | І                | Г                | П                | О                | ШХ               | І       | Г       | П       | О       | ШХ      |
| ------------ | -------------------- | ------------ | ---------------- | ---------------- | ---------------- | ---------------- | ---------------- | ------- | ------- | ------- | ------- | ------- |
| 1930–31      | «Париж Грін»         | ОХА          | 7                | 5                | 1                | 6                | 0                | —       | —       | —       | —       | —       |
| 1935–36      | «Гамільтон Тайгерс»  | ОХА          | 19               | 22               | 16               | 38               | 10               | 9       | 12      | 7       | 19      | 4       |
| 1935–36      | «Торонто Домініонс»  | ОХА          | 1                | 0                | 1                | 1                | 0                | —       | —       | —       | —       | —       |
| 1935–36      | «Гамільтон Тайгерс»  | Кубок Аллана | —                | —                | —                | —                | —                | 4       | 5       | 4       | 9       | 2       |
| 1936–37      | «Торонто Мейпл-Ліфс» | НХЛ          | 48               | 16               | 29               | 45               | 10               | 2       | 0       | 1       | 1       | 0       |
| 1937–38      | «Торонто Мейпл-Ліфс» | НХЛ          | 47               | 21               | 29               | 50               | 9                | 7       | 1       | 4       | 5       | 0       |
| 1938–39      | «Торонто Мейпл-Ліфс» | НХЛ          | 44               | 15               | 25               | 40               | 4                | 10      | 2       | 6       | 8       | 2       |
| 1939–40      | «Торонто Мейпл-Ліфс» | НХЛ          | 27               | 13               | 17               | 30               | 5                | 10      | 5       | 2       | 7       | 2       |
| 1940–41      | «Торонто Мейпл-Ліфс» | НХЛ          | 41               | 20               | 24               | 44               | 6                | 5       | 3       | 2       | 5       | 2       |
| 1941–42      | «Торонто Мейпл-Ліфс» | НХЛ          | 38               | 18               | 23               | 41               | 0                | 13      | 5       | 9       | 14      | 2       |
| 1942–43      | «Торонто Мейпл-Ліфс» | НХЛ          | 29               | 23               | 17               | 40               | 2                | —       | —       | —       | —       | —       |
| 1945–46      | «Торонто Мейпл-Ліфс» | НХЛ          | 40               | 24               | 16               | 40               | 2                | —       | —       | —       | —       | —       |
| 1946–47      | «Торонто Мейпл-Ліфс» | НХЛ          | 54               | 25               | 24               | 49               | 6                | 11      | 5       | 1       | 6       | 0       |
| 1947–48      | «Торонто Мейпл-Ліфс» | НХЛ          | 55               | 26               | 27               | 53               | 12               | 9       | 4       | 4       | 8       | 0       |
| Усього в НХЛ | Усього в НХЛ         | Усього в НХЛ | 423              | 201              | 231              | 432              | 56               | 67      | 25      | 29      | 54      | 14      |